# Nasal palatal surda
O nasal palatino surdo é um fonema raramente encontrado em línguas.
É a versão surda da nasal palatal expressa /ɲ/, mas com um diacrítico redondo indicando que é uma consoante surda.
Se a distinção for necessária, o alvéolo-palatino nasal surdo pode ser transcrito como ⟨n̠̊ʲ⟩ (dessonorizado, retraído e palatalizado ⟨n⟩) ou ⟨ɲ̟̊⟩ (dessonorizado e avançado ⟨ɲ⟩); estes são essencialmente equivalentes, uma vez que o contato inclui a lâmina e o corpo (mas não a ponta) da língua. Os símbolos X-SAMPA equivalentes são n_- ' ou n _-_ j e J_0_ +, respectivamente. Uma letra não-AFI ⟨ȵ̊⟩ (⟨ȵ⟩ dessonorizada, que é um "n" comum, mais a curvatura encontrada nos símbolos das fricativas sibilantes alvéolo-palatinas ⟨ɕ, ʑ⟩) também pode ser usada.
Os símbolos do Alfabeto Fonético Internacional que representam esse som são ⟨ɲ̊⟩ e ⟨ɲ̥⟩, que são combinações da letra para o nasal palatal sonoro e um diacrítico indicando ausência de voz. O símbolo X-SAMPA equivalente é J_0.

## Características
- Sua forma de articulação é oclusiva, ou seja, produzida pela obstrução do fluxo de ar no trato vocal. Como a consoante também é nasal, o fluxo de ar bloqueado é redirecionado pelo nariz.
- Seu local de articulação é palatino, o que significa que é articulado com a parte média ou posterior da língua elevada ao palato duro.
- Sua fonação é surda, o que significa que é produzida sem vibrações das cordas vocais.
- É uma consoante nasal, o que significa que o ar pode escapar pelo nariz, exclusivamente (plosivas nasais) ou adicionalmente pela boca.
- O mecanismo da corrente de ar é pulmonar, o que significa que é articulado empurrando o ar apenas com os pulmões e o diafragma, como na maioria dos sons.[1]

## Ocorrência
| Língua         | Língua         | Palavra      | IPA       | Significado      | Notas                                                              |
| -------------- | -------------- | ------------ | --------- | ---------------- | ------------------------------------------------------------------ |
| Birmanês       | Birmanês       | ညှာ            | [ɲ̊à]      | 'atencioso'      |                                                                    |
| Feroês         | Feroês         | einki / onki | [ˈɔɲ̊t͡ʃɪ]  | 'nada'           |                                                                    |
| Iaai           | Iaai           | [ɲ̊øːk]       | [ɲ̊øːk]    | 'dedicar'        |                                                                    |
| Islandês       | Islandês       | banki        | [ˈpäu̯ɲ̊cɪ] | 'banco'          | Veja a fonologia islandesa                                         |
| Jalapa Mazatec | Jalapa Mazatec | hñ á         | [ɲ̊á]      | 'escova'         |                                                                    |
| Xumi           | Inferior       | [EPʃɐ̃ɲ̟̊ɛ]     | [EPʃɐ̃ɲ̟̊ɛ]  | 'limpar \ limpo' | Alvéolo-palatal; ocorre principalmente em empréstimos do tibetano. |